# Personalverrechner
Personalverrechner ist ein selbständiger Beruf in Österreich, der nach dem Bilanzbuchhaltungsgesetz 2014 (BibuG) Lohn- und Gehaltsverrechnung für Unternehmen als Dienstleistung anbietet. Der Personalverrechner wird aufgrund einer entsprechenden Prüfung von der Bilanzbuchhaltungsbehörde öffentlich bestellt und ist Mitglied der Wirtschaftskammer Österreich / Fachverband Unternehmensberatung und Informationstechnologie.
Außer dem Personalverrechner dürfen in Österreich noch folgende selbständige Berufe Lohn- und Gehaltsverrechnung anbieten:
- Steuerberater (Rechtsgrundlage: Wirtschaftstreuhandberufsgesetz 2017)
- Wirtschaftsprüfer  (Rechtsgrundlage: Wirtschaftstreuhandberufsgesetz 2017)
- Bilanzbuchhalter (Rechtsgrundlage: Bilanzbuchhaltungsgesetz 2014)